# Júlio Amaro
Júlio Amaro (Abrançalha, Abrantes, 1931 - Portimão, Algarve, 24 de Fevereiro de 2007) foi um escritor, dramaturgo, pintor e ilustrador português.

## Biografia

### Nascimento e formação
Júlio Amaro nasceu em 1931 na aldeia de Abrançalha, no concelho de Abrantes.

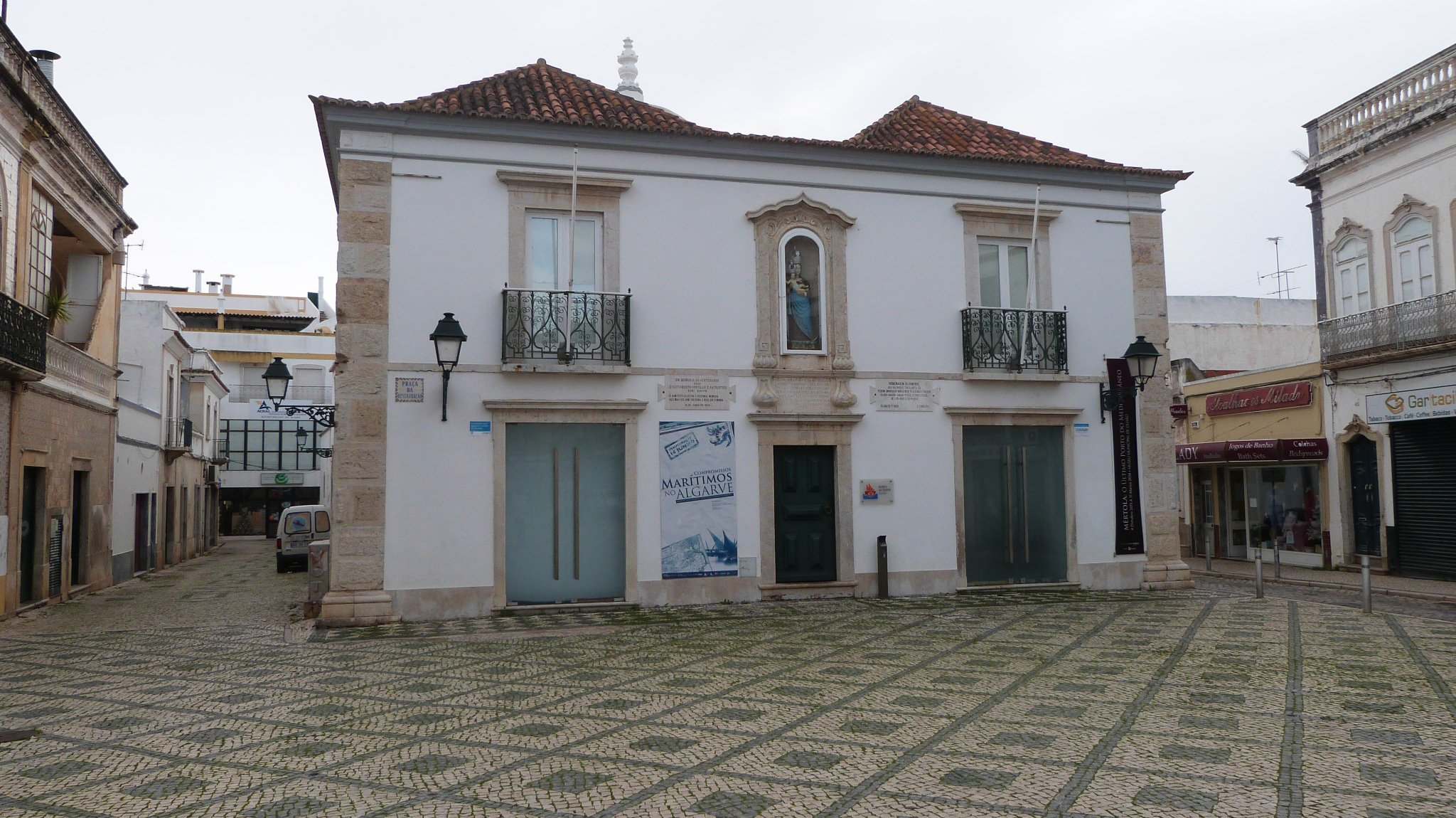
Museu Municipal de Olhão.

### Carreira profissional e artística
Júlio Amaro destacou-se principalmente como pintor, tendo feito a sua primeira exposição artística ainda durante a adolescência. Deixou uma vasta obra de pintura, destacando-se a sua colecção de cinquenta aguarelas com várias cenas do Algarve, e os óleos na Igreja da Nossa Senhora do Amparo, em Portimão. Na Década de 1950, esteve nas exposições Salão Primavera da Sociedade Nacional de Belas Artes de Lisboa, Artistas Portugueses em Barcelona e na Junta de Turismo da Costa do Sol, no Estoril, enquanto que nos anos 60 participou no Salão de Outono e na Exposição Antoniana, ambas no Estoril. Na Década de 1970 concorreu nas exposições Artistas de Ar Livre no Casino Estoril, Artistas do Algarve em Vilamoura, na Galeria Painel em Lagos, e na Imprensa Nacional - Casa da Moeda em Lisboa. Entre 1982 e 1985 voltou a concorrer nos Salões de Outono no Estoril, e nessa década também esteve nas exposições Pintores do Algarve em Moscovo,  no Centro Cultural de Ferragudo, na Galeria Antiqua no Porto, e no Sopal em Lisboa. Nos anos 90 também participou numa exposição no Parlamento Europeu, em Estrasburgo.
As obras de Júlio Amaro foram preservadas nos museus Municipal de Olhão, Diogo Gonçalves em Portimão, Infante Dom Henrique em Faro, Ferreira de Almeida em Faro, Municipal de Gotemburgo, de Guanare na Venezuela, na Junta Distrital de Faro, na Região de Turismo do Algarve em Faro, no Ateneu Artístico de Sevilha, na Câmaras Municipais de Portimão, Faro, Lisboa e Abrantes, no Ateneu Comercial do Porto, nas embaixadas da Argentina e da Venezuela em Lisboa, na Casa de Bragança em Lisboa, e na Casa de Sabóia em Itália.
Viveu em Portimão, onde foi um dos impulsionadores da Port-Arte - Feira de Arte de Portimão.
Durante algum tempo esteve na cidade de Paris, em França, onde trabalhou como ilustrador na editora da revista Vaillant. Também foi ilustrador de uma grande casa editorial portuguesa de banda desenhada.
Também exerceu como escritor, tendo elaborado vários contos, novelas e peças de teatro, incluindo as obras Encontro com Ninguém e Nos Ombros a Bagatela. Também escreveu os livros Portimão e sua História e Ao Encontro da História e das Lendas de Portimão.
Fundou igualmente o jornal Crónica do Algarve.

### Falecimento
Júlio Amaro faleceu na cidade de Portimão, em em 24 de Fevereiro de 2007.

## Homenagens
Júlio Amaro foi premiado com uma medalha de bronze da Academia de Belas Artes de Barcelona, com outra medalha de Bronze na Exposição Antoniana no Estoril, e com a primeira e segunda menções honrosas no Salão de Outono no Estoril. Também foi honrado com o grau de académico de mérito na Academia Internacional de Pontzen, em Nápoles. Recebeu o título de Muncícipe de Mérito da cidade de Portimão, onde o seu nome foi colocado num largo, com um monumento em sua homenagem no centro.